# Alberti (cognome)
Alberti è un cognome di lingua italiana.

## Varianti
Alberto, Albert, D'Alberti, D'Alberto, D'Albert, D'Albertis, De Alberti, De Albertis, Aliberti, Aliverti, Aliperti, Liberti, Liberto, Di Liberti, Di Liberto.

### Alterati e derivati
Albertelli, De Albertellis, Albertini, Albertinelli, Albertoli, Albertolli, Albertocchi, Albertotti, Albertucci, Albertoni, Alberton, Albertazzi, Albertosi, Libertini, Libertino, Libertucci.

### Abbreviati
Tacci, Taccetti, Taccini, Tacciol, Tucci, Tuccia, Tucciarelli, Tuccilla, Tuccillo, Tuccio, Tucillo, Tuzza, Tuzzi, Tuzzo, Tuzzolini, Tuzzolino.

### Corrispondenti in altre lingue
Al cognome italiano Alberti e suoi derivati corrispondono il cognome inglesi Albert, i tedeschi Adalbrecht, Albertinus, Albertus, Albrecht e Olbricht, i francesi Auber e Aubert.

## Diffusione
Il cognome Alberti è diffuso in tutta Italia, Alberti e Albertazzi sono più frequenti in Emilia, Liberti e derivati in Campania, Tucci in tutta Italia ma più frequente in Toscana e Campania, Tuzzi nel Sud, Tuccillo in Campania, Tacci in Toscana. Secondo un rilevamento statistico effettuato nel 2000 dalla Seat Pagine Gialle, il cognome Alberti con 7.026 occorrenze rientrava tra i primi 200 cognomi italiani più frequenti (139º posto).
Pure nel nizzardo (fr.) e Catalogna (sp.) è relativamente frequente il cognome.

## Etimologia
Deriva dal nome di persona Alberto, contrazione di Adalberto, a sua volta dal germanico athal- "nobile" o ala- "del tutto" e berhta- "splendente" o "illustre". Nell'Italia meridionale il nome Alberto si è diffuso nella variante Aliberto che per aferesi ha formato i cognomi Liberti e simili, mentre i cognomi in Tucci, Tuzzi e simili derivano dagli ipocoristici Albertuccio e Albertuzzo, abbreviati in Tuccio e Tuzzo (comuni però anche a Lambertuccio, Robertuccio, Santuccio, Vituccio).

## Storia
Il cognome Alberti con le sue varianti nacque con l'introduzione del nome germanico Alberto in Italia all'epoca delle invasioni barbariche e si diffuse nel Medioevo grazie al culto di circa trenta santi cristiani di nome Alberto, il più famoso dei quali è Alberto Magno.

## Persone
- Leon Battista Alberti

### Variante Aliberti

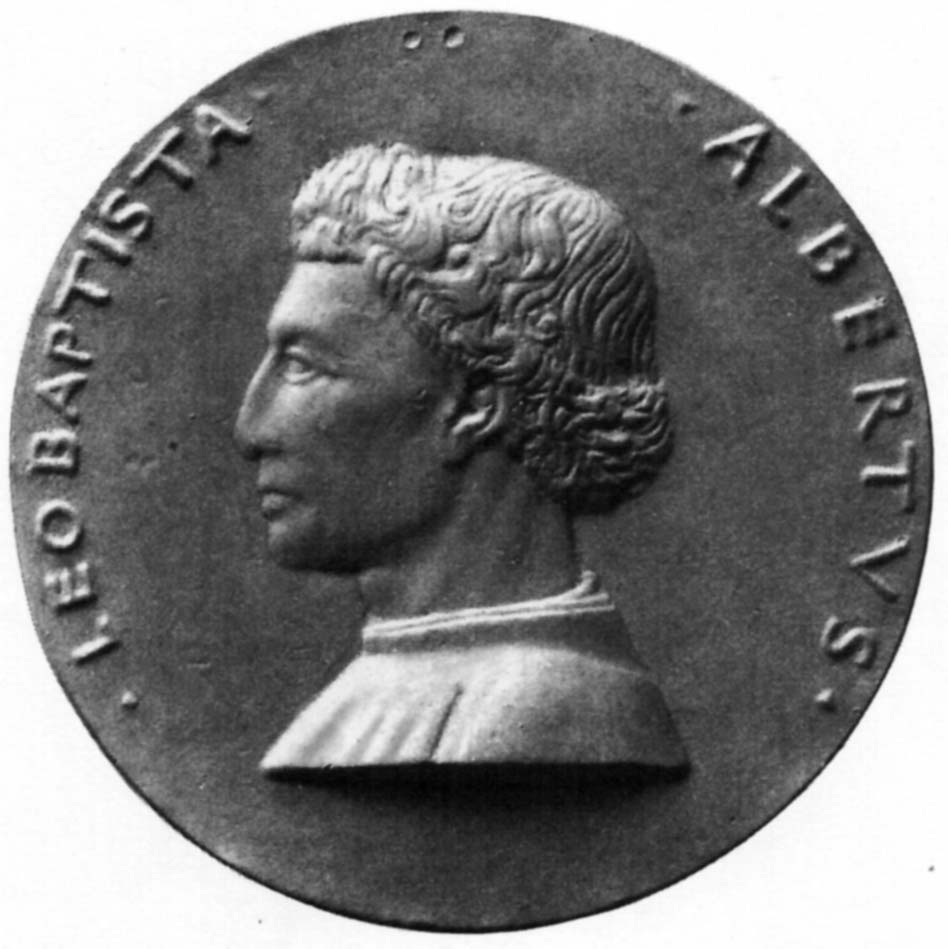
Medaglia di Leon Battista Alberti (1446-1450 circa)

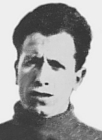
Giuseppe Aliberti.

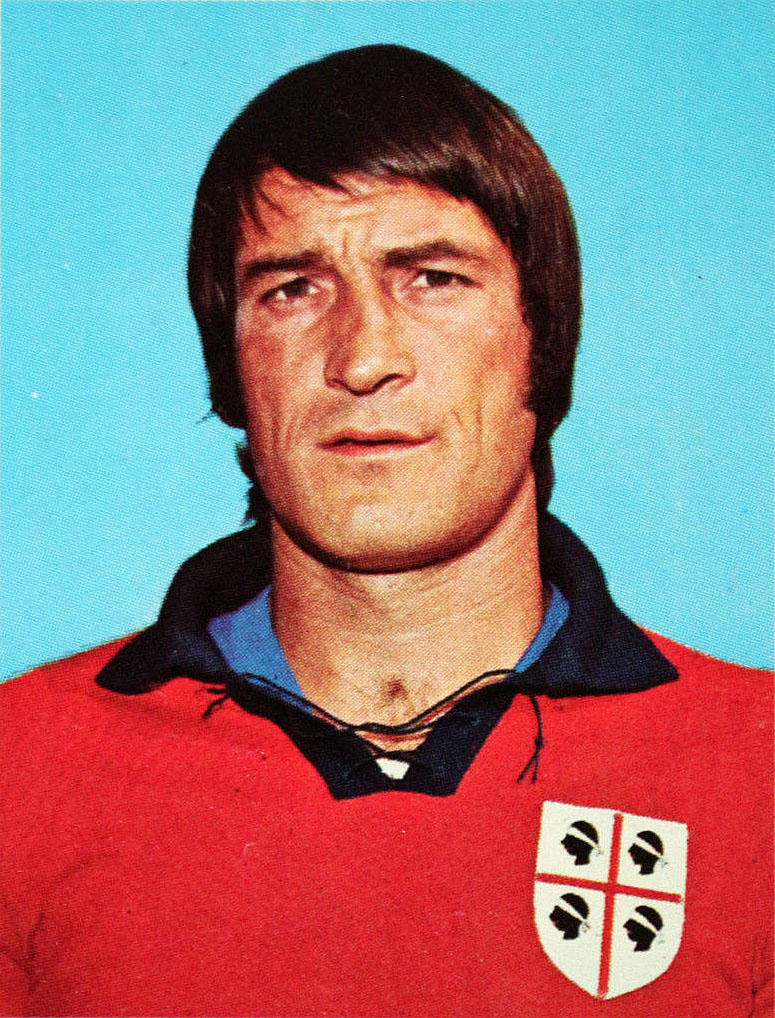
Enrico Albertosi.

- Aliberti editore- casa editrice italiana
- Aniello Aliberti - imprenditore italiano
- Antonello Aliberti - canottiere italiano
- Carmelo Aliberti - poeta e critico letterario italiano
- Giovanni Carlo Aliberti - pittore italiano
- Giuseppe Aliberti - calciatore italiano
- Junior Aliberti - calciatore uruguaiano
- Lucia Aliberti - soprano italiano
- Sophia Aliberti - attrice greca
- Vittoria Aliberti - scrittrice italiana

### Variante Albertelli
- Pilo Albertelli
- Luigi Albertini

### Variante Albertolli
- i fratelli Grato e Giocondo Albertolli

### Variante Albertoni
- Giovanni Albertoni e Pietro Albertoni

### Variante Albertazzi
- Giorgio Albertazzi
- Adolfo Albertazzi (scrittore)

### Variante Albertosi
- Enrico Albertosi

### Variante Diliberto
- Oliviero Diliberto

### Variante Tucci
- Giuseppe Tucci

## Araldica
Alcuni cognomi di questo gruppo appartengono a famiglie nobili e precisamente gli Alberti senesi e fiorentini nobili, patrizi e conti e i Libertini della provincia di Catania nobili e baroni di San Marco lo Vecchio (esempio: il senatore Pasquale Libertini). Il motto degli Alberti di Pessinetto è Pulchrior in tenebris, cioè "più bello nelle tenebre", mentre quello degli Alberti di Firenze è Hinc vivida virtus, cioè "qui il vivido valore".